# Sena Jurinac
Sena Jurinac, nata Srebrenka Jurinac (Travnik, 24 ottobre 1921 – Augusta, 22 novembre 2011), è stata un soprano austriaco.

## Biografia
Nata in Bosnia, di origine  austro-croata (il padre era un medico croato e la madre viennese), iniziò gli studi presso l'Accademia di Musica di Zagabria dove mostrò i primi segni di talento musicale, perfezionandosi poi con Marija Kostrenčić, già insegnante di Zinka Milanov. Debuttò come Mimì a Zagabria nel 1942 e nel 44, a 23 anni, fu scritturata da Karl Böhm alla Opera di Vienna.
Dopo la seconda guerra mondiale si esibì a Londra con la compagnia di Vienna, cantando Dorabella in Così fan tutte; prese parte inoltre, con i complessi di Glyndebourne, al Festival di Edimburgo, dove il maestro Fritz Busch divenne il suo mentore e dove cantò regolarmente per molti anni. Nel 1950 apparve ancora a Glyndebourne come Fiordiligi, interpretando anche Donna Anna e Donna Elvira in Don Giovanni e affermandosi rapidamente come uno dei più ammirati esponenti del "Wiener Ensemble" (gruppo che comprendeva, tra gli altri, Irmgard Seefried, Elisabeth Schwarzkopf, Christa Ludwig, Lisa Della Casa, Anton Dermota, Erich Kunz).
Nel 1952 esordì alla Scala ne Il cavaliere della rosa e nel 1957 alla San Francisco Opera in Madama Butterfly. Nel 1960 interpretò Ottaviano nell'inaugurazione del rinnovato Festspielhaus di Salisburgo, spettacolo di cui è stata prodotta una versione filmata. Nello stesso periodo iniziò a cimentarsi, sotto la guida di Herbert von Karajan, anche in parti più drammatiche e vocalmente impegnative: Desdemona in Otello, Leonora ne La forza del destino, Elisabetta in Don Carlo, Tosca, Jenůfa.
Cantante di fama internazionale, dette l'addio al palcoscenico nel ruolo di Marschallin alla Staatsoper di Vienna nel 1982. Fu sposata con il basso-baritono Sesto Bruscantini dal 1953 al 56.

## Repertorio
| Ruolo                         | Titolo                         | Autore           |
| ----------------------------- | ------------------------------ | ---------------- |
| Leonore Marzelline            | Fidelio                        | Beethoven        |
| Marie                         | Wozzeck                        | Berg             |
| Micaëla                       | Carmen                         | Bizet            |
| Tat'jana                      | Evgenij Onegin                 | Čajkovskij       |
| Lisa                          | Pikovaja dama                  | Čajkovskij       |
| Giannina                      | Giannina e Bernardone          | Cimarosa         |
| Margiana                      | Der Barbier von Bagdad         | Cornelius        |
| Isabella                      | Columbus                       | Egk              |
| Amor Euridice                 | Orfeo ed Euridice              | Gluck            |
| Iphigénie                     | Iphigénie en Tauride           | Gluck            |
| Hänsel Knusperhexe            | Hänsel und Gretel              | Humperdinck      |
| Jenůfa Kostelnička            | Jenůfa                         | Janáček          |
| Mariza                        | Gräfin Mariza                  | Kálmán           |
| Eleonore                      | Karl V                         | Křenek           |
| Manon Lescaut                 | Manon                          | Massenet         |
| Poppea                        | L'incoronazione di Poppea      | Monteverdi       |
| Elettra Ilia                  | Idomeneo                       | Mozart           |
| Cherubino Contessa d'Almaviva | Le nozze di Figaro             | Mozart           |
| Donna Anna Donna Elvira       | Don Giovanni                   | Mozart           |
| Dorabella Fiordiligi          | Così fan tutte                 | Mozart           |
| Pamina Erste dame Zweite Dame | Die Zauberflöte                | Mozart           |
| Fëdor Ksenija Marina          | Boris Godunov                  | Musorgskij       |
| Antonia Giulietta Stella      | Les contes d'Hoffmann          | Offenbach        |
| Eurydice                      | Orphée aux enfers              | Offenbach        |
| Ighino                        | Palestrina                     | Pfitzner         |
| Manon Lescaut                 | Manon Lescaut                  | Puccini          |
| Mimì                          | La bohème                      | Puccini          |
| Floria Tosca                  | Tosca                          | Puccini          |
| Cio-Cio-San                   | Madama Butterfly               | Puccini          |
| Rosalinde                     | Die Fledermaus                 | Strauss, Johann  |
| Gesamtaufnahme                | Der Zigeunerbaron              | Strauss, Johann  |
| Fünf Magde                    | Elektra                        | Strauss, Richard |
| Die Marschallin Octavian      | Der Rosenkavalier              | Strauss, Richard |
| Der Komponist                 | Ariadne auf Naxos              | Strauss, Richard |
| Amelia                        | Un ballo in maschera           | Verdi            |
| Leonora di Vargas             | La forza del destino           | Verdi            |
| Elisabetta di Valois          | Don Carlo                      | Verdi            |
| Desdemona                     | Otello                         | Verdi            |
| Senta                         | Der fliegende Holländer        | Wagner           |
| Elisabeth                     | Tannhäuser                     | Wagner           |
| Freia Wellgunde Woglinde      | Das Rheingold                  | Wagner           |
| Ortlinde                      | Die Walküre                    | Wagner           |
| Dritte Norne Gutrune Woglinde | Götterdämmerung                | Wagner           |
| Eva                           | Die Meistersinger von Nürnberg | Wagner           |
| Agathe                        | Der Freischütz                 | Weber            |
| Rosaura                       | La vedova scaltra              | Wolf-Ferrari     |

## Discografia parziale
- Beethoven: Fidelio, Op. 72, Vol. 1 e Vol. 2 - Wiener Philharmoniker/Herbert von Karajan/Giuseppe Zampieri/Christel Goltz/Otto Edelmann/Sena Jurinac/Niccola Zaccaria/Paul Schöffler/Waldemar Kmentt/Erich Majkut, 2010 Classical Moments
- Christoph Willibald Gluck: Orfeo Ed Euridice - Wiener Staatsopernchor/Wiener Philharmoniker, 2010 AfHO/Line
- Mozart: Don Giovanni (Live) - Nicolai Ghiaurov/Sesto Bruscantini/Alfredo Kraus/Gundula Janowitz/Sena Jurinac/Walter Monachesi/Dimitri Petkov/Olivera Miliakovic/RAI Symphony Orchestra of Rome/RAI Symphony Chorus of Rome/Carlo Maria Giulini, 2009 Opera d'Oro
- Mozart: Requiem - Vienna State Opera Orchestra/Hermann Scherchen/Vienna Academy Chorus/René Leibowitz/Sena Jurinac/Lucretia West/Hans Loeffler/Frederick Guthrie, 2011 Harrison James
- Mozart: Idomeneo - Sena Jurinac/Richard Lewis/Alexander Young/Glyndebourne Festival Chorus and Orchestra/Fritz Busch, 2011 Past Classics
- Strauss, R.: Rosenkavalier (1954) - Hilde Gueden/Anton Dermota/Alfred Poell/Ludwig Weber/Erich Majkut/Peter Klein/Walter Berry/Maria Reining/Sena Jurinac/Judith Hellwig/Hilde Rossel-Majdan/Harald Proglhof/August Jaresch/Franz Bierbach/Berta Seidl/Vienna State Opera Chorus/Erich Kleiber/Wiener Philharmoniker, 1954 Decca/2005 Naxos
- Arie d'opera (EMI 1989)
- L'incoronazione di Poppea (Universal 1998)
- Der Rosenkavalier (sony BMG 1999)
- Jurinac: Opera Arias - Sena Jurinac, 1989 EMI/Warner
- Jurinac Ludwig (BBC Legends 2002)
- Jurinac (ORFEO 2007)